# Colloderma
Colloderma — рід грибів родини Stemonitidaceae. Назва вперше опублікована 1910 року.

## Класифікація
До роду Colloderma відносять 5 видів:
- Colloderma crassipes
- Colloderma dubium
- Colloderma macrotubulatum
- Colloderma oculatum
- Colloderma robustum